# Jane Metcalfeová
Jane Metcalfeová, nepřechýleně Jane Metcalfe, (* 15. listopadu 1961, Louisville, Kentucky, USA) je bývalou prezidentkou společnosti Wired Ventures – tvůrce a původního vydavatele časopisu Wired, kterou ona a Louis Rossetto založili.
Předtím Jane Metcalfeová řídila prodej reklamy pro amsterdamský časopis Electric Word.
S Louisem Rossettem spoluzaložili také čokoládovny TCHO.

## Osobní život
Jane Metcalfeová se narodila v Louisville ve státě Kentucky v USA, kde navštěvovala střední školu Louisville Collegiate School. Ve studiích pokračovala na Coloradské univerzitě v Boulderu, kde získala titul bakalář pro mezinárodní vztahy.
V roce 1983 se v Paříži seznámila se svým partnerem Louisem Rossettem, absoleventem Kolumbijské univerzity. Stala se jeho životní partnerkou – nikdy se nevzali, a mají spolu dvě děti. Dcera je Zoe Metcalfe Rossettová a syn Orson Metcalfe Rossetto, který se narodil v roce 1997.
Jane Metcalfeová ráda pěstuje růže, skáče plnokrevníky a věnuje se horským aktivitám.
Žije v Berkeley v Kalifornii.

## Kariéra
Přestože Jane Metcalfeová neměla technické vzdělání, některá z jejích prvních zaměstnání po vysoké škole byla zaměřena na počítače.
V roce 1984 pracovala pro International Herald Tribune v Paříži, kde se spolupodílela na vývoji více-měnového účetního systému pro minipočítač Wang a pomáhala zřídit asynchronní telekomunikační spojení mezi Paříží, Ženevou a Washingtonem, D.C.
V roce 1987 se vrátila do Paříže, aby jako ředitelka exportního prodeje pařížského módního domu Valentine Palomba zavedla používání počítačů pro vyhotovování katalogů a účetnictví.
Později spolu s Luisem Rossettem žili v Nizozemí a pracovali pro časopis Electric Word, kde působila jako ředitelka prodeje inzerce a zástupkyně vydavatele, zatím co on jako redaktor. Electric Word vycházel v Amsterdamu a zabýval se tématy optického rozpoznávání znaků, strojového překladu a rozpoznávání řeči.
V roce 1991 měli s Luisem Rossettem první plán na vytvoření digitálního časopisu.
V roce 1992 spolu s Louisem Rossettem založili Wired Ventures Inc., mediální společnost, jejíž aktivity zahrnovaly vydávání Wired Magazine (edice pro Spojené státy, Anglii a Japonsko), Wired Digital, včetně vyhledávače HotBot uvedeného v květnu 1996 a Wired Books.
Časopis Wired, který sám sebe označil za "technologický Rolling Stone", debutoval 2. ledna 1993 na konferenci Macworld.
V roce 1994 byla zvolena do správní rady (představenstva) Electronic Frontier Foundation, organizace, která byla založena za účelem ochrany a podpory občanských svobod uživatelů on-line technologií (internetu).
V roce 1998 byla prodána tištěná část podniku Wired Ventures Inc. společnosti Conde Nast a online část v roce 1999 společnosti Lycos.
V letech 2004 a 2005 byla Jane Metcalfeová členkou poroty soutěže Prix Ars Electronica v kategorii Digital Communities.
V roce 2015 získali Jane Metcalfeová a Louise Rossetto cenu za celoživotní dílo na 19. ročníku Webby Awards.
Jane Metcalfeová a Louise Rossetto spoluzaložili společnost Tcho Chocolate, výrobce a prodejce řemeslné čokolády – ručně vyráběné od kakaového bobu do tabulky čokolády (Bean To Bar), se sídlem v Berkeley v Kalifornii. Na začátku roku 2018 byla společnost Tcho prodána japonské firmě Ezaki Glico, výrobci Pocky.
V roce 2017 Jane Metcalfeová založila NEO.LIFE, internetový časopis (e-zin) a týdenní e-mailový zpravodaj (newsletter, bulletin), který se zaměřuje na lidi, společnosti a biologické technologie, které zlepšují, opravují a prodlužují život.
Jane Metcalfeová a Louise Rossetto jsou společníky Força da Imaginaçao, nezávislé investiční společnosti se zájmy v oblasti technologií, médií a nemovitostí. Je také členkou představenstva společnosti One Economy Corporation, která maximalizuje potenciál technologií, aby pomohla lidem s nízkými příjmy zlepšit jejich život a zapojit se do hlavního ekonomického proudu. Byla zakládající členkou správní rady (představenstva) Ex'pression College for Digital Arts a také ZER01: The Art and Technology Network.
Je viceprezidentkou správní rady UC Berkeley Art Museum and Pacific Film Archive.
Působila ve správních radách a poradních orgánech organizací:
- The Human Vaccine Project
- Berggruen Institute for Transformation of the Human
- The Stone Research Foundation
- UC Berkeley Foundation
- Expressions Center for New Media

Od roku 2020 je členkou rady nadace Focused Ultrasound Foundation.
Často vystupuje jako řečnice a moderátorka na různých akcích a v různých institucích, od UC Berkeley, MIT, Stanford a Singularity University až po ComicCon, De Young Museum, StartUp Health, Health 2.0, Wired Health, TEDx San Francisco, TEDx Carnegie Mellon, Hello Tomorrow, Wanderlust Festival, atd.